# Sierras y Llanuras del Norte
Las Sierras y Llanuras del Norte son una provincia fisiográfica de la Región Norte de México. Junto con la Mesa del Centro y los valles centrales del Eje Neovolcánico, se consideran parte de la Altiplanicie mexicana, un término en desuso científico pero extenso uso informal.

## Características
Las Sierras y Llanuras del Norte ocupan gran parte del estado de Chihuahua, así como fragmentos de Coahuila, Durango, Sonora y Zacatecas. Se encuentran enclavadas entre las Sierras Madre Occidental y Oriental, que se tocan en su límite meridional para dar paso, más al sur, a la Mesa del Centro. Así, la región forma cuencas endorreicas llamadas bolsones, el más famoso de los cuales es el Bolsón de Mapimí.
Debido a su ubicación en la sombra orográfica y su altitud no tan elevada (alrededor de 1000 a 1300 metros sobre el nivel del mar), el clima es mayormente cálido y desértico o semidesértico. Como tal, las Sierras y Llanuras del Norte se encuentran cubiertas en gran medida por matorrales y pastizales. Estos se ubican en grandes desiertos, como el de Chihuahua, que con sus 450 000 a 520 000 km² (dependiendo de la fuente e incluyendo la zona correspondiente a los Estados Unidos) es el mayor desierto de Norteamérica. Además se encuentran las placas tectónicas absorventes y extendentes que una contae las placas y las extiende.